# Ben Van Cauwenbergh
Pour les articles homonymes, voir Cauwenbergh.
Ben Van Cauwenbergh, né en 1958 à Anvers, est un danseur et chorégraphe belge.

## Biographie
Fils de la danseuse Anna Brabants, Ben Van Cauwenbergh a étudié la danse à l'Institut municipal de ballet d'Anvers. En 1976 et 1977, il a dansé au sein du Ballet royal de Flandre, avant d'être de 1978 à 1984 soliste au London Festival Ballet (aujourd'hui connu sous le nom de English National Ballet), où il a entre autres dansé dans Roméo et Juliette de et avec Rudolf Noureev.
En 1980, il joue le rôle de Max Froman dans le film Nijinsky d'Herbert Ross. De 1984 à 1987, il est revenu au Ballet royal de Flandre, en tant que soliste. De 1987 à 1992, il a été soliste aux Ballets de Berne et de Lucerne,.
Il a dirigé de 1992 à 2007 le Ballet du Hessisches Staatstheater à Wiesbaden et dirige depuis 2008 le Ballet de l'Aalto-Theater à Essen,,,. Depuis 2013-2014, il est devenu l'intendant de ce dernier théâtre,.
Ben Van Cauwenbergh participe aussi à de nombreuses régates depuis 1986 où il a acquis le surnom de Big Ben. Il remporte la régate de Baldeneysee en 2016.

## Distinctions
Ben Van Cauwenbergh a reçu en 1976 la médaille d'argent du Concours international de ballet de Varna et la médaille d'or du Prix de Lausanne,. En 1984, il a été élu « danseur de l'année » par le magazine Dance and Dancers,.